# Borboniella
Borboniella là một chi bướm đêm thuộc phân họ Tortricinae của họ Tortricidae.

## Các loài
- Borboniella allomorpha (Meyrick, 1922)
- Borboniella bifracta Diakonoff, 1957
- Borboniella chrysorrhoea Diakonoff, 1957
- Borboniella conflatilis Diakonoff, 1977
- Borboniella cubophora Diakonoff, 1957
- Borboniella discruciata (Meyrick, 1930)
- Borboniella gigantella Guillermet, 2004
- Borboniella leucaspis Diakonoff, 1957
- Borboniella marmaromorpha Diakonoff, 1957
- Borboniella montana Diakonoff, 1957
- Borboniella octops Diakonoff, 1957
- Borboniella pelecys Diakonoff, 1957
- Borboniella rosacea Diakonoff, 1960
- Borboniella spudaea Diakonoff, 1957
- Borboniella viettei Diakonoff, 1957
- Borboniella vulpicolor Diakonoff, 1957